# The Liberator (Film)
The Liberator (Originaltitel: Libertador, deutsch: „Befreier“) ist ein spanisch-venezolanischer Historienfilm aus dem Jahr 2013. Er erzählt das Leben von Simón Bolívar (genannt El Libertador) und hatte 2013 auf dem Toronto International Film Festival Premiere.

## Handlung
Simón Bolívar genießt auf der Kakaoplantage seiner Eltern in Venezuela gegen Ende des 18. Jahrhunderts eine erfüllte Kindheit. Nach dem Tod seiner Eltern zieht Bolívar 1799 nach Spanien, wo er auf die Ideale der Französischen Revolution stößt. Als er 1807 wieder nach Venezuela zurückkehrt, muss er feststellen, dass seine Heimat ein Nationalbewusstsein entwickelt hat, das zu einer Unabhängigkeitsbewegung führte. Bolívar entschließt sich, seinem Volk als Unabhängigkeitskämpfer zu dienen und schließt sich in Caracas einer Widerstandsjunta an. 1810 erklärt sich Venezuela schließlich für unabhängig und wird ein eigener Staat. Doch der Kampf hat damit für Simón Bolívar erst begonnen.

## Hintergrund
Die Dreharbeiten fanden in Spanien und Venezuela statt, obwohl die Geschichte des Films in mindestens sieben Ländern spielt. Der Film ist eine Koproduktion von Producciones Insurgentes (Venezuela) und San Mateo Films (Spanien) mit Unterstützung von WMG Film GmbH (Deutschland) und Silver Screen Inc (USA). Das Budget wurde auf 50 Millionen Dollar geschätzt.
Der Film hatte am 5. September 2013 auf dem Toronto International Film Festival Premiere. Der reguläre Kinostart war am 3. Oktober 2013, in Venezuela kam der Film am 24. Juli 2014 in die Kinos. In Deutschland erschien der Film am 13. August 2015 auf DVD und Blu-ray.